# Kuragino
Kuragino (russisch Кура́гино) ist eine Siedlung städtischen Typs in der Region Krasnojarsk (Russland) mit 13.743 Einwohnern (Stand 14. Oktober 2010).

## Geographie
Die Siedlung liegt in den Vorbergen des Sajangebirges, etwa 250 Kilometer (Luftlinie) südlich der Regionshauptstadt Krasnojarsk und 80 Kilometer östlich der Hauptstadt der Nachbarrepublik Chakassien Abakan am rechten Ufer des Jenissei-Nebenflusses Tuba etwas unterhalb seiner Entstehung aus den Quellflüssen Kasyr und Amyl.
Kuragino ist Verwaltungszentrum des gleichnamigen Rajons Kuragino.

## Geschichte
An Stelle des heutigen Ortes entstand 1626 eine Ansiedlung, die nach dem lokalen turkstämmigen (oder „kirgisischen“, wie diese Völker in ihrer Gesamtheit im asiatischen Teil des damaligen Russland genannt wurden) Fürstensohn Kuraga benannt wurde. 1709 wurde das turkisch-mongolische Tubinsker oder Tuba-Fürstentum an Russland angeschlossen.
Im Verlaufe des 18. und 19. Jahrhunderts siedelten sich verstärkt Russen an, die Landwirtschaft betrieben und weiter in den Bergen Bodenschätze wie ab 1738 Eisenerz und ab 1860 Gold abbauten. Kuragino wurde eines der bedeutendsten Dörfer des Gebietes.
Insbesondere im 19. und beginnenden 20. Jahrhundert war Kuragino politischer Verbannungsort, beispielsweise ab 1836 für die Dekabristen Alexei Tjuttschew (um 1800–1856) und Nikolai Mosgalewski (1801–1844), Teilnehmer der polnischen Aufstände, Narodniki oder die Sozialdemokraten bzw. Bolschewiken Wiktor Kurnatowski (1868–1912), Jelena Stassowa (1873–1966), Panteleimon Lepeschinski (1868–1944) und Olga Lepeschinskaja (1871–1963).
Mit der Gründung eines Rajons wurde Kuragino 1924 dessen Verwaltungszentrum, nachdem es zuvor zum Okrug Minussinsk des Gouvernements Jenisseisk gehört hatte.
1961 wurde dem im Zusammenhang mit dem Bau der Südsibirischen Eisenbahn Nowokusnezk–Abakan–Taischet seit Ende der 1950er Jahre stark gewachsenen Ort der Status einer Siedlung städtischen Typs verliehen. 1965 wurde die Bahnstrecke eröffnet.
Ab den frühen 1990er Jahren wurde Kuragino dadurch bekannt, dass sich in dem zum Rajon gehörenden entlegenen Gebiet am Oberlauf des Kasyr der als Wissarion bekannte Sergei Torop mit seiner sektenartigen „Kirche des Letzten Testaments“ etablierte und dort die „Ökopolis Tiberkul“ am gleichnamigen See gründete.

## Persönlichkeiten
- Adolf Braun (* 1949 in Kuragino), Politiker, Mitglied des Sächsischen Landtages

### Bevölkerungsentwicklung
| Jahr | Einwohner |
| ---- | --------- |
| 1939 | 9.063     |
| 1959 | 9.169     |
| 1970 | 12.282    |
| 1979 | 12.283    |
| 1989 | 14.351    |
| 2002 | 14.298    |
| 2010 | 13.743    |

Anmerkung: Volkszählungsdaten

## Kultur und Sehenswürdigkeiten
Hauptsehenswürdigkeit des Gebietes ist die Bergwelt des Sajan mit seinen hier über 2000 Meter hohen Bergen, Felsgebilden und Höhlen sowie an Wasserfällen und Stromschnellen reichen Flüssen. Kuragino ist einer der Ausgangspunkte für den Besuch des Südwestteils des Ostsajan und des östlichen Westsajan, die im äußersten Osten des Rajons aufeinandertreffen.
In Kuragino gibt es ein Heimatmuseum; im nahe gelegenen Dorf Berjosowskoje ist seit 1988 eine Filiale ansässig. Im Ort selbst wurde 2005 eine neue hölzerne Kirche der Niederkunft des Heiligen Geistes (церковь Сошествия Святого Духа/zerkow Soschestwija Swjatowo Ducha) errichtet.

## Wirtschaft und Infrastruktur
In Kuragino gibt es Betriebe der Forst-, Land- und Bauwirtschaft. Im Rajon wird um Bolschaja Irba und Artjomowsk Bergbau betrieben.
Hier befindet sich ein Bahnhof der Südsibirischen Eisenbahn (Streckenkilometer 490 ab Nowokusnezk). Kuragino wurde als Ausgangspunkt für die geplante über 400 Kilometer lange Eisenbahnverbindung nach Kysyl, der Hauptstadt der Republik Tuwa, gewählt, die den in diesem Bereich in den Passlagen etwa 1500 Meter hohen Westsajan überqueren soll. Der Bau der Strecke wurde erstmals 1937 erwogen, in den 1980er Jahren wieder aufgegriffen und gehört jetzt zu den Projekten, die trotz der Kosten von 131 Milliarden Rubel umgesetzt werden sollen.
Durch den Ort führt die Straße von Minussinsk, wo Anschluss an die Fernstraße M54 Krasnojarsk–Abakan–Kysyl besteht, in das Bergbaugebiet um Artjomowsk. Die Straße überquert die Tuba auf einer 1997 eröffneten, 500 Meter langen Brücke westlich des Ortes.
Von 1946 bis 1997 wurde die Tuba bis Kuragino für die Binnenschifffahrt mit kleineren Fahrzeugen genutzt.